# КАМАЗ-740
КАМАЗ-740 — дизельный двигатель производства Камского автозавода. Штатный двигатель грузовиков КАМАЗ; также устанавливается на автобусы НЕФАЗ-5299, бронетранспортёр БТР-80 и другую технику, устанавливался на автобусы ЛАЗ-4202, ЛиАЗ-5256.

## История создания
В 1968 году в связи со строительством Камского автомобильного завода (КАМАЗ) началась работа над созданием двигателя нового поколения ЯМЗ-740 на Ярославском моторном заводе.
Новый двигатель должен был отвечать всем техническим требованиям того времени. Его прообразом стал созданный ранее опытный двигатель ЯМЗ-641. Специалисты ЯМЗ увеличили диаметр цилиндра до 120 мм вместо 115 мм, а также внесли другие конструктивные изменения. При создании также был использован опыт специалистов машиностроения зарубежных стран.
В итоге в 1971 году доработанную версию двигателя утвердила экспертная комиссия казанских инженеров-дизелистов.
В 1973 году после приёмочных испытаний двигатель был готов к производству.
Спустя два года (в 1975 году) производство двигателей было организовано на КАМАЗе. Тогда же изменилась и его марка — КАМАЗ-740, и в декабре того же года первый двигатель КАМАЗ-740 вышел в серийное производство. Его ресурс составлял 8000 часов, в то время как, например, двигатели Ford имели ресурс всего 6000 часов.

## Описание
По конструкции — V-образный 8-цилиндровый двигатель с самовоспламенением от сжатия, с непосредственным впрыском, 4-тактный с двумя клапанами на цилиндр. Топливный насос высокого давления — V-образный. На двигателях экологических норм Евро-3 система питания с электронным управлением, а на двигателях Евро-4…5 — электронная система питания Common rail.
Существенное конструктивное и заметное внешнее отличие КАМАЗ-740 от прямого конкурента — ЯМЗ-238 — индивидуальные головки блоков цилиндров. В остальном мотор отличается меньшим рабочим объёмом — 10850 против 14866 см³ и, соответственно, меньшим весом и габаритами.
С 2002 года вышла другая более мощная версия КАМАЗ-740.35, у которой увеличился ход поршня — 130 вместо 120 мм. Следовательно, вырос рабочий объём 11760 вместо 10850 см³, а его мощность — от 320 до 440 л. с. Этот вариант мотора установили на новые автомобили КАМАЗ-6520, КАМАЗ-6522, КАМАЗ-6540, КАМАЗ-6350, КАМАЗ-6560 и другие тяжёлые спецавтомобили.

## ЧП
14 апреля 1993 года на заводе — изготовителе двигателей КАМАЗ-740 произошёл пожар, в результате чего временно прекратилось производство двигателей, что повлияло на автопродукцию не только КАМАЗа, но и других заводов, использующих двигатели КАМАЗ. В частности, УралАЗ в производстве Урала-4320 перешёл на дизели ЯМЗ-236/238, а часть машин оснастил карбюраторным двигателем ЗИЛ-375. Было прекращено производство автобусов ЛАЗ-4202. Автомобили ЗИЛ-133 вынуждены были использовать мотор ЗИЛ-508.10. К тому же, в результате пожара, Ликинский автобусный завод в 1994—1997 годах переживал крупнейший в истории завода кризис из-за дефицита двигателей КАМАЗ-740 для модели ЛиАЗ-5256, а так же, из-за снятия в это время с производства автобуса ЛиАЗ-677. Сам КАМАЗ для своих машин использовал мотор ЯМЗ-238М2.
Однако уже к концу 1994 года производство было возобновлено.